# Kamekava Maszasi
Kamekava Maszasi (Oszaka, 1993. május 28. –) japán korosztályos válogatott labdarúgó.

## Pályafutása

### Válogatottban
A japán U23-as válogatott tagjaként részt vett a 2016. évi nyári olimpiai játékokon.